# آندره دیریکس

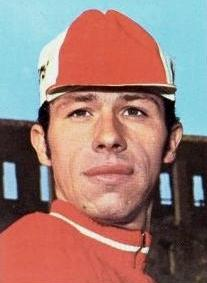
آندره دیریکس در سال ۱۹۷۱

آندره دیریکس (انگلیسی: André Dierickx؛ زادهٔ ۲۹ اکتبر ۱۹۴۷) دوچرخه‌سوار اهل بلژیک است.
از باشگاه‌هایی که در آن بازی کرده‌است می‌توان به تیم دوچرخه‌سواری فلاندریا، و تیم دوچرخه‌سواری فلاندریا، و تیم دوچرخه‌سواری پژو اشاره کرد.